# Langdon (Alberta)
Langdon est un hameau (hamlet) du Comté de Rocky View, situé dans la province canadienne d'Alberta.

## Démographie
En tant que localité désignée dans le recensement de 2011, Langdon a une population de 250 habitants dans 77 de ses 86 logements, soit une variation de 16.3% par rapport à la population de 2006. Avec une superficie de 1,503 5 km2, le hameau possède une densité de population de 166,278 7 hab/km2 en 2011.
Concernant le recensement de 2006, Langdon abritait 215 habitants dans 72 de ses 73 logements. Avec une superficie de 1,534 7 km2, le hameau possédait une densité de population de 140,1 hab/km2 en 2006.